# Strand (London)
 For alternative betydninger, se Strand (flertydig). (Se også artikler, som begynder med Strand)
Strand eller the Strand er en gade i City of Westminster i London i England. Den er lidt over trekvart mil lang, men har tidligere været længere. Den begynder ved Trafalgar Square og løber mod øst til Fleet Street ved Temple Bar, der er grænsen til City of London. I den østlige ende ligger to gamle kirker, St. Mary-le-Strand og St. Clement Danes, som på grund af vejudvidelser nu ligger på øer med gaden på hver side. The Strand blev forlænget fra St. Mary's til St Clement's i 1900 med den tidligere Holywell Street, der drejede ud fra Strand og løb parallelt med den mod nord. The Strand er Covent Gardens sydgrænse.